# Kommandant der Seeverteidigung Dodekanes
Der Kommandant der Seeverteidigung Dodekanes, kurz Seekommandant Dodekanes, war ein regionaler Küstenbefehlshaber der deutschen Kriegsmarine im Zweiten Weltkrieg.

## Geschichte
Nach dem italienischen Waffenstillstand von Cassibile Anfang September 1943 landeten deutsche Truppen im Oktober 1943 auf Kos. Leros wurde vom 12. bis 16. November 1943 in einer blutigen Schlacht wieder zurückerobert.
Im Januar 1944 wurde auf Leros in Portolago (heute Lakki), wo auch der Sitz der Dienststelle war, der Kommandant der Seeverteidigung Dodekanes eingerichtet und dem Admiral Ägäis unterstellt. Der Seekommandant war für die Inseln Kos, Leros und Rhodos verantwortlich.
Die Einheiten der Dienststelle wurden gegen Partisanen und gegen britischen Kommandotrupps eingesetzt.
Im Oktober 1944 wurde die Dienststelle aufgelöst, wobei der Reststab auf Leros und Rhodos verblieb. Offiziell wurde die Küstenschutzflottille Dodekanes in Hafenschutzflottille Dodekanes umbenannt.
Einziger Kommandant war der Kapitän zur See Hermann Bennecke, ehemaliger Kommandant der Seeverteidigung Ukraine.

## Unterstellte Dienststellen und Verbände
Dem Seekommandanten waren folgende Verbände und Dienststellen unterstellt:
- Marine-Artillerie-Abteilung 624 (Leros)
- Marine-Flak-Artillerie-Abteilung Leros
- Küstenschutzflottille Dodekanes (Porto Lago)
- Hafenkommandant Vathi-Karlowasi (Insel Samos) mit Hafenkompanie, von Dezember 1943 bis September 1944 aufgestellt
- Hafenkommandant Portolago (Leros) mit Hafenkompanie, von Januar 1944 bis Kriegsende aufgestellt
- Hafenkommandant Rhodos mit Hafenkompanie, von Januar 1944 bis Kriegsende aufgestellt